# شجاع اصفهانی
حاجی شجاع بن استاد قاسم اصفهانی از معماران قرن یازدهم و از معماران برجسته دوره پایانی صفویه می‌باشد آثار وی یکی حیاط گوشه جنوب غربی مسجد امام اصفهان است که به امر شاه سلیمان صفوی به تاریخ ۱۰۷۸ بنای آنرا به پایان رسانیده‌است. و کتبه آن به خط زیبای محمدضا امامی است.

## نام اثر
مسجد امام اصفهان: در جنوب میدان امام یا شاه سابق از زمان شاه عباس اول. در سال ۱۰۲۱ تا ۱۰۴۱ ساخته شده از لحاظ معماری و کاشی‌کاری و حجاری و عظمت گنبد و مناره‌های بلند آن از شاهکارهای قرن یازدهم هجری به‌شمار می‌رود.